# Teatre Y Torch
El Teatre Y Torch és una organització sense ànim de lucre d'Aberdaugleddau (ó Milford Haven), al comtat gal·lès de Sir Benfro.
Fundat el 1977 i dissenyat per l'arquitecte local Monty Minter, és un dels tres teatres de Gal·les que produeixen obres pròpies. A més d'acollir companyies en gira, el Torch té la seva pròpia companyia resident que produeix i treu en gires els seus espectacles. La seva adreça és St Peter's Road, Milford Haven SA73 2BU.
En l'any 2006, el teatre emprengué una reforma per valor de cinc milions de lliures. L'agost del 2007, l'ajuntament d'Aberdaugleddau acordà de suspendre el subsidi que atorgava al teatre, cosa que es preveu que afecti negativament la molt més important subvenció que el teatre rep del Cyngor Celfyddydau Cymru, el Consell de les Arts Gal·lès.